# Берёзовский (Ижморский район)
Берёзовский — посёлок в Ижморском районе Кемеровской области. Входит в состав Ижморского городского поселения.

## География
Центральная часть населённого пункта расположена на высоте 181 м над уровнем моря.

## Население
| 2010 |
| ---- |
| 141  |

### Половой состав
По данным Всероссийской переписи населения 2010 года, в посёлке Березовский проживал 141 человек (60 мужчин, 81 женщина).